# Желтоплечий королевский попугай
Желтоплечий королевский попугай (лат. Alisterus chloropterus) — птица семейства попугаевых.

## Внешний вид
Длина тела 38 см Окраска. оперения очень красивая, почти такая же, как у австралийского королевского попугая. Но в отличие от него верхняя часть спины чёрная, а на крыле есть широкая жёлтая полоса. У самок живот красный, голова зелёная, а на передней стороне шеи перья зелёные с каймой красного цвета.

## Распространение
Обитают на острове Новая Гвинея.

## Образ жизни
Населяют субтропические и тропические влажные леса.

## Классификация
Вид включает в себя 3 подвида:
- Alisterus chloropterus callopterus (Albertis & Salvadori, 1879)
- Alisterus chloropterus chloropterus (E. P. Ramsay, 1879)
- Alisterus chloropterus moszkowskii (Reichenow, 1911)